# Rajd Monte Carlo 1990
Rajd Monte Carlo 1990 (58. Rallye Automobile de Monte-Carlo) – rajd samochodowy rozgrywany w Monaco od 19 do 25 stycznia 1990 roku. Była to pierwsza runda Rajdowych Mistrzostw Świata w roku 1990. Rajd został rozegrany na asfalcie i śniegu. 

## Wyniki końcowe rajdu[1]
| Msc. | Kierowca          | Pilot             | Samochód                      | Czas       | Strata   | Grupa | Punkty |
| ---- | ----------------- | ----------------- | ----------------------------- | ---------- | -------- | ----- | ------ |
| 1.   | Didier Auriol     | Bernard Occelli   | Lancia Delta HF Integrale 16v | 5h 56m 52s |          | A8    | 20     |
| 2.   | Carlos Sainz      | Luis Moya         | Toyota Celica GT-4 (ST165)    |            | +52s     | A8    | 15     |
| 3.   | Massimo Biasion   | Tiziano Siviero   | Lancia Delta HF Integrale 16v |            | +3m 39s  | A8    | 12     |
| 4.   | Dario Cerrato     | Giuseppe Cerri    | Lancia Delta HF Integrale 16v |            | +7m 51s  | A8    | 10     |
| 5.   | Armin Schwarz     | Klaus Wicha       | Toyota Celica GT-4 (ST165)    |            | +9m 12s  | A8    | 8      |
| 6.   | Bruno Saby        | Daniel Grataloup  | Lancia Delta HF Integrale 16v |            | +13m 17s | A8    | 6      |
| 7.   | Mikael Ericsson   | Claes Billstam    | Toyota Celica GT-4 (ST165)    |            | +19m 41  | A8    | 4      |
| 8.   | Timo Salonen      | Voitto Silander   | Mazda 323 4WD                 |            | +21m 41s | A8    | 3      |
| 9.   | Francois Delecour | Christian Gilbert | Peugeot 309 GTI               |            | +21m 53  | A6/7  | 2      |
| 10.  | Bertrand Balas    | Eric Laine        | Lancia Delta Integrale        |            | +42m 00s | N4    | 1      |

## Zwycięzcy odcinków specjalnych[2]
| Dzień        | OS                                 | Nazwa                                      | Długość  | Godz. startu               | Zwycięzca                       | Pilot                                                 | Samochód                   | Czas          | Lider         |
| Dzień 1 21 I |                                    |                                            |          |                            |                                 |                                                       |                            |               |               |
| ------------ | ---------------------------------- | ------------------------------------------ | -------- | -------------------------- | ------------------------------- | ----------------------------------------------------- | -------------------------- | ------------- | ------------- |
| Dzień 1 21 I | OS1                                | Peïra Cava – Col de Turini                 | 2,27 km  | 09:33                      | Carlos Sainz                    | Luis Moya                                             | Toyota Celica GT4          | 01:30         | Carlos Sainz  |
| Dzień 1 21 I | OS2                                | Point des Miolans – St. Auban              | 22,97 km | 11:21                      | Carlos Sainz                    | Luis Moya                                             | Toyota Celica GT4          | 14:17         | Carlos Sainz  |
| Dzień 1 21 I | OS3                                | Chaudon Norante – Col de Corobin           | 19,29 km | 13:04                      | Didier Auriol                   | Bernard Occelli                                       | Lancia Delta Integrale 16V | 12:53         | Didier Auriol |
| Dzień 1 21 I | OS4                                | Laborel – Col de Petry                     | 19,68 km | 15:07                      | Carlos Sainz                    | Luis Moya                                             | Toyota Celica GT4          | 11:09         | Didier Auriol |
| Dzień 1 21 I | OS5                                | La Motte Chalancon – St. Nazaire le Desert | 23,08 km | 16:30                      | Carlos Sainz                    | Luis Moya                                             | Toyota Celica GT4          | 14:34         | Carlos Sainz  |
| Dzień 1 21 I | OS6                                | Le Moulinon – Antraigues                   | 36,67 km | 18:43                      | Didier Auriol                   | Bernard Occelli                                       | Lancia Delta Integrale 16V | 24:49         | Didier Auriol |
| Dzień 2 22 I |                                    |                                            |          |                            |                                 |                                                       |                            |               | Didier Auriol |
| OS7          | Burzet                             | 48,89 km                                   | 10:03    | Carlos Sainz               | Luis Moya                       | Toyota Celica GT4                                     | 25:48                      | Carlos Sainz  |               |
| OS8          | Chateau de Boulogne – Lyas         | 30,00 km                                   | 11:46    | odwołany                   | odwołany                        | odwołany                                              | odwołany                   | Carlos Sainz  |               |
| OS9          | St. Jean en Royans – Col de Lachau | 27,92 km                                   | 14:19    | Bruno Saby                 | Daniel Grataloup                | Lancia Delta Integrale 16V                            | 14:41                      | Carlos Sainz  |               |
| OS10         | Prelenfrey – St. Michel les Portas | 32,70 km                                   | 16:52    | Didier Auriol              | Bernard Occelli                 | Lancia Delta Integrale 16V                            | 19:27                      | Didier Auriol |               |
| OS11         | Pellafol – Le Motty                | 18,26 km                                   | 18:25    | Didier Auriol              | Bernard Occelli                 | Lancia Delta Integrale 16V                            | 11:03                      | Didier Auriol |               |
| OS12         | La Batie Neuve                     | 16,08 km                                   | 19:28    | Didier Auriol              | Bernard Occelli                 | Lancia Delta Integrale 16V                            | 09:49                      | Didier Auriol |               |
| Dzień 3 23 I |                                    |                                            |          |                            |                                 |                                                       |                            | Didier Auriol |               |
| OS13         | n/a                                | 14,67 km                                   | 09:48    | Didier Auriol              | Bernard Occelli                 | Lancia Delta Integrale 16V                            | 08:58                      | Didier Auriol |               |
| OS14         | Bayons                             | 22,66 km                                   | 10:56    | Carlos Sainz               | Luis Moya                       | Toyota Celica GT4                                     | 14:11                      | Didier Auriol |               |
| OS15         | Sisteron – Thoard                  | 36,66 km                                   | 12:04    | Miki Biasion Didier Auriol | Tiziano Siviero Bernard Occelli | Lancia Delta Integrale 16V Lancia Delta Integrale 16V | 24:15                      | Didier Auriol |               |
| OS16         | Malijai – Puimichel                | 12,26 km                                   | 13:17    | Carlos Sainz               | Luis Moya                       | Toyota Celica GT4                                     | 08:04                      | Didier Auriol |               |
| OS17         | Trigance – Chateuvieux             | 28,18 km                                   | 15:15    | Carlos Sainz               | Luis Moya                       | Toyota Celica GT4                                     | 16:21                      | Carlos Sainz  |               |
| OS18         | n/a                                | 33,25 km                                   | 16:28    | Didier Auriol              | Bernard Occelli                 | Lancia Delta Integrale 16V                            | 23:20                      | Didier Auriol |               |
| OS19         | Peille 1                           | 18,32 km                                   | 20:15    | odwołany                   | odwołany                        | odwołany                                              | odwołany                   | Didier Auriol |               |
| OS20         | Moulinet – La Bollène Vésubie 1    | 22,28 km                                   | 21:53    | Carlos Sainz               | Luis Moya                       | Toyota Celica GT4                                     | 16:07                      | Carlos Sainz  |               |
| OS21         | St. Dalmas Valdeblore 1            | 7,84 km                                    | 22:29    | Didier Auriol              | Bernard Occelli                 | Lancia Delta Integrale 16V                            | 04:15                      | Carlos Sainz  |               |
| OS22         | Sauveur Sur Tinee – Beuil 1        | 21,86 km                                   | 22:57    | Didier Auriol              | Bernard Occelli                 | Lancia Delta Integrale 16V                            | 14:00                      | Carlos Sainz  |               |
| Dzień 4 25 I |                                    |                                            |          |                            |                                 |                                                       |                            |               |               |
| OS23         | Levenes Entree 1                   | 11,77 km                                   | 00:04    | Didier Auriol              | Bernard Occelli                 | Lancia Delta Integrale 16V                            | 08:42                      | Didier Auriol |               |
| OS24         | Peille 2                           | 18,32 km                                   | 03:15    | Miki Biasion               | Tiziano Siviero                 | Lancia Delta Integrale 16V                            | 14:57                      | Didier Auriol |               |
| OS25         | Moulinet – La Bollène Vésubie 2    | 22,28 km                                   | 05:04    | Didier Auriol              | Bernard Occelli                 | Lancia Delta Integrale 16V                            | 15:50                      | Didier Auriol |               |
| OS26         | St. Dalmas Valdeblore 2            | 7,84 km                                    | 05:31    | Didier Auriol              | Bernard Occelli                 | Lancia Delta Integrale 16V                            | 04:11                      | Didier Auriol |               |
| OS27         | Sauveur Sur Tinee – Beuil 2        | 21,86 km                                   | 06:09    | Didier Auriol              | Bernard Occelli                 | Lancia Delta Integrale 16V                            | 13:44                      | Didier Auriol |               |
| OS28         | Levenes Entree 2                   | 11,77 km                                   | 07:52    | Didier Auriol              | Bernard Occelli                 | Lancia Delta Integrale 16V                            | 08:53                      | Didier Auriol |               |

## Klasyfikacja po 1 rundzie
Tabele przedstawiają tylko pięć pierwszych miejsc.

### Kierowcy
| Lp. | Kierowca        | Pkt |
| --- | --------------- | --- |
| 1   | Didier Auriol   | 20  |
| 2   | Carlos Sainz    | 15  |
| 3   | Massimo Biasion | 12  |
| 4   | Dario Cerrato   | 10  |
| 5   | Armin Schwarz   | 8   |

### Producenci
| Lp. | Producent | Pkt |
| --- | --------- | --- |
| 1   | Lancia    | 20  |
| 2   | Toyota    | 17  |
| 3   | Mazda     | 4   |
| 4   | Peugeot   | 2   |